# Ben Bos
Bernardus (Ben) Bos (Amsterdam, 27 augustus 1930 – aldaar, 3 januari 2017) was een Nederlands grafisch ontwerper, bekend als oud-directeur van Total Design. Hij schreef ook enkele boeken over het ontwerpvak.
Bos stond bekend als serieuze ontwerper, soms op het pietluttige af. In tegenstelling tot de collega's Wim Crouwel en Anthon Beeke was het iemand, die niet graag op de voorgrond trad.

## Loopbaan
Bos werkte als reclameassistent bij meubelfabrikant Ahrend en studeerde aan de Grafische School en het Amsterdamse Instituut voor Kunstnijverheidsonderwijs, de latere Gerrit Rietveld Academie.
Bos ging in 1963 bij Total Design werken. Hij stond tot 1991 voor de continuïteit binnen het bureau, als teamleider en directeur. Het werk van Bos wordt wel getypeerd als kleurrijk, helder en sterk grafisch in vorm en typografie. Merkbaar aanwezig in zijn werk is zijn achtergrond als copywriter. Veel van zijn foto's werden gebruikt in publicaties.
De belangrijkste opdrachtgevers waren Ahrend en uitzendbureau Randstad. Voor Randstad ontwierp hij het logo, dat in 2017 werd aangemerkt als "een van de oudste nog in gebruik zijnde beeldmerken van Nederland." In 1972 ontwikkelde Bos het identificatieprogramma en de huisstijl van de toen kersverse gemeente Dronten, die daarmee de eerste gemeente in Nederland was die bewust aan citymarketing deed. Hij heeft ook opdrachten gekregen van o.a. Nieuw Vredenburgh, Hulp voor onbehuisden, Koninklijk Instituut voor de Tropen, Furness en de gemeente Capelle aan den IJssel.
Bos heeft een belangrijke bijdrage aan het vak geleverd door zijn vele publicaties en lezingen, in zijn rol als bestuurder en als oprichter van het Nederlands Archief Grafisch Ontwerpers (NAGO) en het Ahrend Museum. Zijn werk werd in talloze, vooral internationale publicaties opgenomen. Het logo voor Randstad is erkend als een van de 100 beste bedrijfslogo's van de 20e eeuw. Hij was lid van AIGA.

## Publicaties
- Ben Bos. The Image of a Company: Manual for Corporate Identity (1994)
- Ben Bos, Huisstijl, de kern van de zaak (2002)
- Ben Bos, Elly Bos. AGI: Graphic Design Since 1950 (2007)